# Feux de forêt de janvier 2017 au Chili
Il s'agit d'une série d'importants feux de forêts ayant eu lieu dans le centre et le sud du Chili de la mi-janvier 2017 jusqu'en février 2017.
Le bilan s’élève à onze morts et 467 000 hectares brûlés. Plusieurs villages ont été rasé.
À la suite de ces incendies, le Centre des sciences du climat et de la résilience (CR2) publie, en 2020, un rapport recommandant une régulation de l’industrie forestière : « Dans un scénario de changement climatique qui favorise l’augmentation de la fréquence, l’étendue et l’intensité des incendies, [...] il est très important de générer des politiques visant à contrôler des espèces exotiques envahissantes (pins et eucalyptus principalement) et la restauration des écosystèmes indigènes pour réduire la probabilité d’événements catastrophiques. »